# 감목대리구
감목대리구는 로마 가톨릭 교구의 감목이 자기가 직접 관할하기 어려운 지역에 대신 사목을 할 사람을 감목대리(vicar forane)로 지정하여 관리하는 구역이다. 정식 교구의 설립을 준비하기 위해 설정되기도 한다.